# 曙神星
曙神星（221 Eos）是第221顆被人類發現的小行星，位于火星和木星之間的小行星帶。
曙神星以希臘神話的黎明女神厄俄斯命名。
| 前一小行星： 小行星220 | 小行星列表 | 後一小行星： 小行星222 |